# Estadi Olímpic de Guangdong
L'Estadi Olímpic de Guangdong, també conegut com a Estadi Principal Aoti, és un pavelló esportiu situat a la ciutat de Canton, Xina. Fou inaugurat el 2001 i té capacitat per a 80.012 espectadors, amb seients de diversos colors situats en diferents seccions, que estan connectats mitjançant una coberta amb forma de cinta.

## Història
La construcció de l'Estadi Olímpic de Guangdong va començar el 1998. Va obrir al públic per als novens Jocs Nacionals de la República Popular de la Xina de 2001. Es va planejar originalment per ajudar a organitzar els Jocs Olímpics de Pequín 2008, fins que es va decidir construir l'Estadi Nacional a Pequín. El disseny de l'Estadi Olímpic de Guangdong es va fer públic el 1999. Prenent el sobrenom de Canton, la Ciutat de les Flors, la firma arquitectònica nord-americana d'Ellerbe Becket va dissenyar la coberta de l'estadi perquè s'assemblés a les capes de pètals d'una flor, tal com va ho va indicar en una nota de premsa: "L'estadi creix des del terreny fins a una vora superior esculpit, com els pètals d'una flor. Per sobre de l'estadi sura una cinta de sostre que flueix com una ona sobre els seients. Es parteix en els seus extrems i sosté la flama olímpica, suspesa entre les dues cintes. Un hotel envolta d'una obertura circular de sostre que forma una torre vertical de llum, que a la nit és visible des d'una gran distància."

## Esdeveniments importants
- El Guangzhou Evergrande FC va rebre aquí al Manchester United FC, campió de la Premier League, el 27 de juliol del 2007.
- El Guangzhou Evergrande FC va rebre al Chelsea FC el 23 de juliol de 2008, en el primer viatge de la història de l'equipc anglès a la Xina.
- L'estadi va albergar les proves d'atletisme dels Jocs Asiàtics de 2010 i els Jocs Paralímpics Asiàtics de 2010, així com les cerimònies d'obertura i clausura d'aquests últims. Les cerimònies dels Jocs Asiàtics es van celebrar a l'Illa Haixinsha del Districte de Tianhe.